# Eishockey-Weltmeisterschaft 1976
Die Spiele der 43. Eishockey-Weltmeisterschaften und 54. Eishockey-Europameisterschaft im Olympiajahr 1976 fanden in den Ländern Polen (zum ersten Mal seit 1931) und Schweiz statt. Austragungsort der A-Gruppe war vom 8. bis 25. April Katowice in Oberschlesien. Die B-Gruppe spielte vom 18. bis 27. März in den schweizerischen Städten Aarau und Biel/Bienne und die Spiele der C-Gruppe fanden vom 8. bis 13. März im polnischen Danzig statt. Es nahmen insgesamt 21 Mannschaften teil.

## A-Weltmeisterschaft

Logo der Eishockey-A-WM

### Modus und Turnierverlauf
Die diesjährige Weltmeisterschaft war die erste, an der auch Profispieler teilnehmen durften. Davon profitierten insbesondere die USA, die sich nach den Ab- und Aufstiegen der vergangenen Jahre mit dem vierten Platz wieder in der Weltspitze etablierten. Die Aufstockung der A-Gruppe auf 8 Teams machte einen neuen Austragungsmodus für die Welt- und Europameisterschaft erforderlich. Nach einer einfachen Ligarunde spielten anschließend die besten 4 Mannschaften in der Meisterrunde um den Titel und um die Medaillen, die 4 übrigen Teams spielten in der sogenannten Abstiegsrunde um die Plätze 5–8 und gegen den Abstieg. Die Punkte aus der Vorrunde wurden dabei übernommen. Bei der EM-Wertung kehrte man zum alten Prinzip zurück, dass allein die WM-Platzierung ausschlaggebend ist. Für Kanada, das ab der kommenden WM wieder in der A-Gruppe mitspielen sollte, musste ein Platz frei gemacht werden; daher gab es in diesem Jahr zwei Absteiger bei nur einem Aufsteiger. Die B-Gruppe wurde dadurch vorübergehend auf 9 Mannschaften aufgestockt.
Das WM-Turnier in Polen lebte von der überraschenden Schwäche der scheinbar übermächtigen Sowjets. Diese hatten, wie schon 1972, große Mühe nach dem Olympiaturnier noch einmal ihre Höchstleistung zu bringen. Gleich zum Auftakt gab es dabei eine sensationelle 4:6-Niederlage gegen den Gastgeber Polen, der im weiteren Turnierverlauf noch zwei weitere Niederlagen folgten. 3 Niederlagen bei einem WM-Turnier hatte es für die UdSSR noch nie gegeben. Den Polen nutzte der Sensationssieg gegen die Sowjets letztlich nichts; in einem hochdramatischen Abstiegskampf mussten sie nach einer Niederlage in der letzten Minute gegen die Mannschaft der Bundesrepublik Deutschland den Weg in die B-Gruppe antreten. Weltmeister wurde zum vierten Mal die Tschechoslowakei, die gleichzeitig ihren 13. Europameistertitel gewann.

### Austragungsort
Das Turnier wurde im polnischen Katowice ausgetragen. Der Spielort war die Spodek Arena, die zwei Eisflächen bietet und bei Eishockeyspielen 10.000 respektive 3.000 Zuschauern Platz bietet. Normalerweise ist die kleinere Eisfläche Spielstätte der Eishockeyabteilung des GKS Katowice.
| Wojewódzka Hala Widowiskowo-Sportowa Kapazität: 10.000 | Mała hala Kapazität: 3.000 |
| Spodek Arena                                           | Mała hala                  |

### Vorrunde
| 8. April 1976 14:00 Uhr | Schweden Lars-Gunnar Lundberg (15:15) Dan Labraaten (24:49) Roland Eriksson (54:37) Hans Jax (56:44) | 4:1 (1:0, 1:0, 2:1) | BR Deutschland Erich Kühnhackl (40:39) | Mała hala, Katowice Zuschauer: 3.000 |

| 8. April 1976 16:00 Uhr | Tschechoslowakei | 10:0 (2:0, 2:0, 6:0) | DDR | Wojewódzka Hala, Katowice Zuschauer: 4.000 |

| 8. April 1976 17:00 Uhr | Finnland | 3:3 (0:2, 2:0, 1:1) | USA | Mała hala, Katowice Zuschauer: 2.000 |

| 8. April 1976 20:30 Uhr | Polen Mieczysław Jaskierski (10:27) Ryszard Nowiński (14:33) Wiesław Jobczyk (22:45) Mieczysław Jaskierski (23:06) Wiesław Jobczyk (26:48) Wiesław Jobczyk (58:57) | 6:4 (2:0, 3:2, 1:2) Spielbericht | UdSSR Boris Michailow (20:39) Alexander Jakuschew (25:16) Waleri Charlamow (53:50) Boris Michailow (59:09) | Wojewódzka Hala, Katowice Zuschauer: 10.000 (ausverkauft) |

| 9. April 1976 | Polen | 0:12 (0:2, 0:2, 0:8) | Tschechoslowakei | Wojewódzka Hala, Katowice |

| 9. April 1976 | UdSSR | 4:0 (1:0, 1:0, 2:0) | DDR | Wojewódzka Hala, Katowice |

| 10. April 1976 | Finnland | 5:2 (0:1, 3:1, 2:0) | BR Deutschland | Wojewódzka Hala, Katowice |

| 10. April 1976 | Schweden | 0:2 (0:1, 0:0, 0:1) | USA | Wojewódzka Hala, Katowice |

| 11. April 1976 | Polen | 6:4 (3:0, 2:2, 1:2) | DDR | Wojewódzka Hala, Katowice |

| 11. April 1976 | UdSSR | 8:1 (1:0, 3:1, 4:0) | Finnland | Wojewódzka Hala, Katowice |

| 11. April 1976 | Tschechoslowakei | 3:1 (0:0, 2:0, 1:1) | Schweden | Wojewódzka Hala, Katowice |

| 12. April 1976 | Polen | 3:5 (0:1, 1:2, 2:2) | BR Deutschland | Wojewódzka Hala, Katowice |

| 12. April 1976 | USA | 1:2 (0:0, 0:0, 1:2) | DDR | Wojewódzka Hala, Katowice |

| 13. April 1976 | Tschechoslowakei | 7:1 (1:1, 4:0, 2:0) | Finnland | Wojewódzka Hala, Katowice |

| 13. April 1976 | UdSSR | 6:1 (2:0, 2:0, 2:1) | Schweden | Wojewódzka Hala, Katowice |

| 14. April 1976 | Polen | 2:4 (0:2, 1:1, 1:1) | USA | Wojewódzka Hala, Katowice |

| 14. April 1976 | DDR | 1:7 (0:3, 0:4, 1:0) | BR Deutschland | Wojewódzka Hala, Katowice |

| 15. April 1976 | Schweden | 4:3 (1:0, 1:2, 2:1) | Finnland | Wojewódzka Hala, Katowice |

| 15. April 1976 | Tschechoslowakei | 10:2 (4:0, 4:1, 2:1) | USA | Wojewódzka Hala, Katowice |

| 15. April 1976 | UdSSR | 8:2 (3:1, 3:1, 2:0) | BR Deutschland | Wojewódzka Hala, Katowice |

| 17. April 1976 | Schweden | 8:2 (4:1, 2:1, 2:0) | DDR | Wojewódzka Hala, Katowice |

| 17. April 1976 | Polen | 3:3 (2:1, 1:2, 0:0) | Finnland | Wojewódzka Hala, Katowice |

| 17. April 1976 | UdSSR | 2:3 (0:1, 1:0, 1:2) | Tschechoslowakei | Wojewódzka Hala, Katowice |

| 18. April 1976 | USA | 5:1 (1:0, 2:0, 2:1) | BR Deutschland | Wojewódzka Hala, Katowice |

| 18. April 1976 | Finnland | 1:2 (1:1, 0:1, 0:0) | DDR | Wojewódzka Hala, Katowice |

| 19. April 1976 | Tschechoslowakei | 9:1 (5:0, 3:0, 1:1) | BR Deutschland | Wojewódzka Hala, Katowice |

| 19. April 1976 | Polen | 1:4 (0:2, 0:0, 1:2) | Schweden | Wojewódzka Hala, Katowice |

| 19. April 1976 | UdSSR | 5:2 (2:0, 2:1, 1:1) | USA | Wojewódzka Hala, Katowice |

Abschlusstabelle
| Pl | Mannschaft       | Sp | S | U | N | Tore  | Punkte |
| -- | ---------------- | -- | - | - | - | ----- | ------ |
| 1. | Tschechoslowakei | 7  | 7 | 0 | 0 | 54:07 | 14:0   |
| 2. | Sowjetunion      | 7  | 5 | 0 | 2 | 37:15 | 10:04  |
| 3. | Schweden         | 7  | 4 | 0 | 3 | 22:18 | 08:06  |
| 4. | USA              | 7  | 3 | 1 | 3 | 19:23 | 07:07  |
| 5. | Polen            | 7  | 2 | 1 | 4 | 21:36 | 05:09  |
| 6. | BR Deutschland   | 7  | 2 | 0 | 5 | 19:35 | 04:10  |
| 7. | Finnland         | 7  | 1 | 2 | 4 | 17:29 | 04:10  |
| 8. | DDR              | 7  | 2 | 0 | 5 | 11:37 | 04:10  |

Abkürzungen: Pl = Platz, Sp = Spiele, S = Siege, U = Unentschieden, N = Niederlagen
Erläuterungen: Qualifikant für die Meisterrunde, Abstiegsrunde

### Abstiegsrunde um die Plätze 5–8
(Punkte aus der Vorrunde mit übernommen)
| 20. April 1976 | Polen | 5:4 (0:1, 1:2, 4:1) | DDR | Wojewódzka Hala, Katowice |

| 20. April 1976 | Finnland | 4:4 (2:1, 1:1, 1:2) | BR Deutschland | Wojewódzka Hala, Katowice |

| 22. April 1976 17:00 Uhr | Polen | 5:5 (2:1, 1:2, 2:2) Spielbericht | Finnland | Wojewódzka Hala, Katowice Zuschauer: 10.000 (ausverkauft) |

| 22. April 1976 20:30 Uhr | DDR Rainer Patschinski (17:56) | 1:1 (1:0, 0:1, 0:0) Spielbericht | BR Deutschland Lorenz Funk (25:12) | Wojewódzka Hala, Katowice Zuschauer: 6.000 |

| 25. April 1976 | Finnland | 9:3 (3:2, 4:1, 2:0) | DDR Peter Slapke (10:21) Ralf Thomas (18:51) Rolf Bielas (29:00) | Wojewódzka Hala, Katowice |

| 25. April 1976 | Polen Leszek Kokoszka (35:39) | 1:2 (0:1, 1:0, 0:1) | BR Deutschland Walter Köberle (15:45) Rainer Philipp (59:39) | Wojewódzka Hala, Katowice |

Abschlusstabelle
| Pl | Mannschaft     | Sp | S | U | N | Tore  | Punkte |
| -- | -------------- | -- | - | - | - | ----- | ------ |
| 1. | Finnland       | 10 | 2 | 4 | 4 | 35:41 | 8:12   |
| 2. | BR Deutschland | 10 | 3 | 2 | 5 | 26:41 | 8:12   |
| 3. | Polen          | 10 | 3 | 2 | 5 | 32:47 | 8:12   |
| 4. | DDR            | 10 | 2 | 1 | 7 | 19:52 | 5:15   |

Abkürzungen: Pl = Platz, Sp = Spiele, S = Siege, U = Unentschieden, N = Niederlagen
Erläuterungen: Klassenerhalt, Absteiger in die B-Gruppe

### Meisterrunde um die Plätze 1–4
Die Punkte aus der Vorrunde wurden in die Tabelle der Meisterrunde übernommen.
| 21. April 1976 17:00 Uhr | Tschechoslowakei Milan Nový (5:43) Ivan Hlinka (12:55) Jiří Novák (22:57) Peter Šťastný (30:24) Peter Šťastný (36:04) | 5:1 (2:0, 3:1, 0:0) Spielbericht | USA Louis Nanne (34:08) | Wojewódzka Hala, Katowice Zuschauer: 10.000 (ausverkauft) |

| 21. April 1976 20:30 Uhr | UdSSR Alexander Jakuschew (24:33) Wladimir Luttschenko (56:14) Wladimir Schadrin (56:25) | 3:4 (0:1, 1:3, 2:0) Spielbericht | Schweden Roland Bond (14:17) Mats Åhlberg (30:09) Hans Jax (33:43) Dan Labraaten (33:58) | Wojewódzka Hala, Katowice Zuschauer: 10.000 (ausverkauft) |

| 23. April 1976 17:00 Uhr | Tschechoslowakei Jaroslav Pouzar (6:50) Bohuslav Šťastný (7:12) Vladimír Martinec (18:51) Jaroslav Pouzar (47:19) Jiří Holík (56:27) | 5:3 (3:0, 0:2, 2:1) Spielbericht | Schweden Mats Waltin (21:40) Roland Eriksson (37:10) Lars-Gunnar Lundberg (57:55) | Wojewódzka Hala, Katowice Zuschauer: 10.000 (ausverkauft) |

| 23. April 1976 20:30 Uhr | UdSSR Alexander Golikow (12:55) Wladimir Golikow (26:53) Alexander Jakuschew (28:15) Alexander Golikow (38:12) Juri Ljapkin (49:20) Wladimir Schadrin (51:50) Waleri Wassiljew (53:40) | 7:1 (1:1, 3:0, 3:0) Spielbericht | USA Steve Jensen (15:29) | Wojewódzka Hala, Katowice Zuschauer: 6.000 |

| 24. April 1976 13:00 Uhr | Schweden Roland Eriksson (9:14) Lars-Gunnar Lundberg (17:16) Dan Söderström (18:54) Lars-Gunnar Lundberg (31:51) Mats Åhlberg (36:45) Roland Eriksson (38:18) Lars-Erik Ericsson (49:54) | 7:3 (3:1, 3:2, 1:0) | USA Mike Antonovich (5:21) Tom Younghans (33:03) Jim Warner (36:12) | Wojewódzka Hala, Katowice Zuschauer: 10.000 (ausverkauft) |

| 24. April 1976 16:30 Uhr | UdSSR Boris Michailow (7:28) Alexander Golikow (13:00) Waleri Wassiljew (17:49) | 3:3 (3:1, 0:1, 0:1) | Tschechoslowakei Ivan Hlinka (9:00) Vladimír Martinec (36:07) Jiří Novák (46:38) | Wojewódzka Hala, Katowice Zuschauer: 10.000 (ausverkauft) |

Abschlusstabelle
| Pl | Mannschaft       | Sp | S | U | N | Tore  | Punkte |
| -- | ---------------- | -- | - | - | - | ----- | ------ |
| 1. | Tschechoslowakei | 10 | 9 | 1 | 0 | 67:14 | 19:01  |
| 2. | Sowjetunion      | 10 | 6 | 1 | 3 | 50:23 | 13:07  |
| 3. | Schweden         | 10 | 6 | 0 | 4 | 36:29 | 12:08  |
| 4. | USA              | 10 | 3 | 1 | 6 | 24:42 | 07:13  |

### Abschlussplatzierung der A-WM
| Pl | Mannschaft         |
| -- | ------------------ |
| 1  | Tschechoslowakei   |
| 2  | Sowjetunion        |
| 3  | Schweden           |
| 4  | Vereinigte Staaten |
| 5  | Finnland           |
| 6  | BR Deutschland     |
| 7  | Polen              |
| 8  | DDR                |

### Auf- und Absteiger
| Absteiger:  | DDR Polen                 |
| Aufsteiger: | Rumänien Kanada (gesetzt) |

### Abschlussplatzierung der EM
| Pl | Mannschaft       |
| -- | ---------------- |
| 1  | Tschechoslowakei |
| 2  | Schweden         |
| 3  | UdSSR            |
| 4  | Finnland         |
| 5  | BR Deutschland   |
| 6  | Polen            |
| 7  | DDR              |

### Meistermannschaften
| Weltmeister Tschechoslowakei | Jiří Holeček, Vladimír Dzurilla – Oldřich Macháč, František Pospíšil, Jiří Bubla, Milan Kajkl, Milan Chalupa, Miroslav Dvořák, František Kaberle – Vladimír Martinec, Jiří Novák, Bohuslav Šťastný, Marián Šťastný, Ivan Hlinka, Jiří Holík, Eduard Novák, Milan Nový, Jaroslav Pouzar, František Černík, Peter Šťastný Trainerstab: Karel Gut, Ján Starší                                                                                        |
| Silber UdSSR                 | Wladislaw Tretjak, Alexander Sidelnikow – Waleri Wassiljew, Wladimir Luttschenko, Gennadi Zygankow, Juri Ljapkin, Sergei Babinow, Alexander Filippow – Boris Michailjow, Waleri Charlamow, Wiktor Schluktow, Wladimir Schadrin, Alexander Jakuschew, Wiktor Schalimow, Alexander Malzew, Sergei Kapustin, Helmuts Balderis, Alexander Golikow, Wladimir Golikow, Sergei Korotkow Trainerstab: Boris Kulagin, Konstantin Loktew, Wladimir Jursinow |
| Bronze Schweden              | Göran Högosta, William Löfqvist – Roland Bond, Lars-Erik Esbjörs, Björn Johansson, Stig Salming, Jan-Olof Svensson, Stig Östling, Mats Waltin – Per-Olov Brasar, Lars-Erik Ericsson, Roland Eriksson, Hans Jax, Martin Karlsson, Dan Labraaten, Lars-Gunnar Lundberg, Bengt Lundholm, Dan Söderström, Mats Åhlberg, Lars Öberg Trainerstab: Roland Pettersson, Kjell Larsson                                                                      |

## B-Weltmeisterschaft
Die B-Gruppe der Weltmeisterschaft wurde in Aarau und Biel ausgespielt.

### Spiele
| 18. März 1976 | Niederlande | 4:3 (1:3, 1:0, 2:0) | Norwegen | Aarau |

| 18. März 1976 | Schweiz | 5:1 (3:0, 1:0, 1:1) | Bulgarien | Aarau |

| 18. März 1976 | Jugoslawien | 8:2 (4:2, 1:0, 3:0) | Italien | Biel |

| 18. März 1976 | Rumänien | 7:5 (1:3, 2:2, 4:0) | Japan | Biel |

| 19. März 1976 | Italien | 8:3 (2:1, 1:2, 5:0) | Bulgarien | Aarau |

| 19. März 1976 | Schweiz | 5:4 (2:1, 2:0, 1:3) | Jugoslawien | Aarau |

| 20. März 1976 | Japan | 4:0 (1:0, 1:0, 2:0) | Niederlande | Biel |

| 20. März 1976 | Rumänien | 2:1 (0:0, 1:1, 1:0) | Norwegen | Biel |

| 21. März 1976 | Rumänien | 2:5 (1:3, 0:1, 1:1) | Jugoslawien | Aarau |

| 21. März 1976 | Schweiz | 4:2 (1:1, 3:1, 0:0) | Niederlande | Aarau |

| 21. März 1976 | Italien | 4:2 (0:1, 3:1, 1:0) | Norwegen | Biel |

| 21. März 1976 | Japan | 4:3 (0:2, 1:0, 3:1) | Bulgarien | Biel |

| 22. März 1976 | Jugoslawien | 9:7 (4:1, 0:5, 5:1) | Bulgarien | Aarau |

| 22. März 1976 | Schweiz | 4:1 (2:0, 1:0, 1:1) | Italien | Aarau |

| 23. März 1976 | Rumänien | 8:1 (3:0, 1:1, 4:0) | Niederlande | Biel |

| 23. März 1976 | Japan | 2:3 (2:1, 0:2, 0:0) | Norwegen | Biel |

| 24. März 1976 | Rumänien | 5:5 (2:1, 1:1, 2:3) | Italien | Aarau |

| 24. März 1976 | Japan | 3:2 (1:0, 1:1, 1:1) | Jugoslawien | Aarau |

| 24. März 1976 | Niederlande | 5:3 (0:0, 2:2, 3:1) | Bulgarien | Biel |

| 24. März 1976 | Schweiz | 3:7 (1:1, 2:2, 0:4) | Norwegen | Biel |

| 26. März 1976 | Japan | 10:0 (1:0, 5:0, 4:0) | Italien | Aarau |

| 26. März 1976 | Norwegen | 7:2 (4:2, 3:0, 0:0) | Bulgarien | Aarau |

| 26. März 1976 | Jugoslawien | 5:1 (2:1, 3:0, 0:0) | Niederlande | Biel |

| 26. März 1976 | Schweiz | 2:7 (0:4, 0:3, 2:0) | Rumänien | Biel |

| 27. März 1976 | Jugoslawien | 4:6 (0:3, 2:1, 2:2) | Norwegen | Aarau |

| 27. März 1976 | Schweiz | 2:6 (0:2, 1:2, 1:2) | Japan | Aarau |

| 27. März 1976 | Rumänien | 9:4 (3:0, 3:1, 3:3) | Bulgarien | Biel |

| 27. März 1976 | Niederlande | 9:3 (3:0, 2:0, 4:3) | Italien | Biel |

### Abschlusstabelle
| Pl | Mannschaft  | Sp | S | U | N | Tore  | Punkte |
| -- | ----------- | -- | - | - | - | ----- | ------ |
| 1. | Rumänien    | 7  | 5 | 1 | 1 | 40:23 | 11:03  |
| 2. | Japan       | 7  | 5 | 0 | 2 | 34:17 | 10:04  |
| 3. | Norwegen    | 7  | 4 | 0 | 3 | 29:21 | 08:06  |
| 4. | Schweiz     | 7  | 4 | 0 | 3 | 25:28 | 08:06  |
| 5. | Jugoslawien | 7  | 4 | 0 | 3 | 37:26 | 08:06  |
| 6. | Niederlande | 7  | 3 | 0 | 4 | 22:30 | 06:08  |
| 7. | Italien     | 7  | 2 | 1 | 4 | 23:41 | 05:09  |
| 8. | Bulgarien   | 7  | 0 | 0 | 7 | 23:47 | 00:14  |

Abkürzungen: Pl = Platz, Sp = Spiele, S = Siege, U = Unentschieden, N = Niederlagen
Erläuterungen: Aufsteiger in die A-Gruppe, Absteiger in die C-Gruppe

### Auf- und Abstieg
| B-Weltmeister 1976:          | Rumänien          |
| Aufsteiger in die A-Gruppe:  | Rumänien          |
| Absteiger aus der A-Gruppe:  | DDR Polen         |
| Absteiger in die C-Gruppe:   | Bulgarien Italien |
| Aufsteiger aus der C-Gruppe: | Österreich Ungarn |

## C-Weltmeisterschaft
Die C-Gruppe der Weltmeisterschaft wurde im polnischen Danzig ausgetragen.

### Spiele
| 8. März 1976 | Österreich | 4:3 (3:0, 1:0, 0:3) | Dänemark | Danzig |

| 8. März 1976 | Ungarn | 11:0 (2:0, 4:0, 5:0) | Großbritannien | Danzig |

| 9. März 1976 | Österreich | 21:2 (7:1,7:0,7:1) | Großbritannien | Danzig |

| 9. März 1976 | Ungarn | 6:1 (2:0, 2:0, 2:1) | Frankreich | Danzig |

| 10. März 1976 | Frankreich | 7:4 (3:1, 1:2, 3:1) | Dänemark | Danzig |

| 11. März 1976 | Dänemark | 7:3 (1:2, 2:0, 4:1) | Großbritannien | Danzig |

| 11. März 1976 | Österreich | 6:3 (3:2, 1:0, 2:1) | Ungarn | Danzig |

| 12. März 1976 | Frankreich | 5:1 (2:0, 2:0, 1:1) | Großbritannien | Danzig |

| 13. März 1976 | Ungarn | 10:2 (2:0, 2:1, 6:1) | Dänemark | Danzig |

| 13. März 1976 | Österreich | 7:1 (0:1, 2:0, 5:0) | Frankreich | Danzig |

### Abschlusstabelle
| Pl | Mannschaft     | Sp | S | U | N | Tore  | Diff | Punkte |
| -- | -------------- | -- | - | - | - | ----- | ---- | ------ |
| 1  | Österreich     | 4  | 4 | 0 | 0 | 38:09 | +29  | 8:0    |
| 2  | Ungarn         | 4  | 3 | 0 | 1 | 30:09 | +21  | 6:2    |
| 3  | Frankreich     | 4  | 2 | 0 | 2 | 14:18 | 0−4  | 4:4    |
| 4  | Dänemark       | 4  | 1 | 0 | 3 | 16:24 | 0−8  | 2:6    |
| 5  | Großbritannien | 4  | 0 | 0 | 4 | 06:44 | −38  | 0:8    |

### Auf- und Abstieg
| C-Weltmeister 1976:         | Österreich        |
| Aufsteiger in die B-Gruppe: | Österreich Ungarn |
| Absteiger aus der B-Gruppe: | Bulgarien Italien |